# Xorazm FK
Der Xorazm futbol klubi (abgekürzt Xorazm FK) ist der größte Fußballverein aus der usbekischen Viloyat Xorazm.
Seine Heimspiele trägt die Mannschaft im 25.000 Plätze umfassenden Xorazm sportmajmuasi in Urganch aus.

## Geschichte
Die Mannschaft wurde im Jahr 1972 als FK Yangiaryk gegründet und trat bei zahlreichen Namensänderungen 1994 erstmals als FK Xorazm auf. In den letzten Jahren der Sowjetunion spielte der Verein in der drittklassigen Wtoraja Liga. 1994 stieg der Verein in der zweitklassigen Birinchi Liga in den usbekischen Ligabetrieb ein und schaffte 1995 erstmals den Aufstieg in die höchste Spielklasse des Landes. Nach zwei Ab- und Aufstiegen spielte Xorazm in der Saison 2010 letztmals erstklassig und ist seit 2011 in der Birinchi Liga aktiv.

## Erfolge
- Usbekischer Zweitligameister: 1995, 2008
- Usbekischer Ligapokalsieger: 2010